# Estación Quillota Centro
Quillota Centro será una estación ferroviaria que formará parte del servicio Tren Limache-Puerto en 2028, luego del anuncio de extensión de este servicio hasta la comuna de La Calera.

## Historia
El ferrocarril de Santiago a Valparaíso fue una de las principales vías de transporte ferroviario de Chile, estableciendo una conexión entre la capital, Santiago, y el principal puerto del país, Valparaíso. Inaugurado en 1863, el tramo por Quillota originalmente cruzaba a la zona urbana, pero durante la década del 2000, la vía fue desplazada hacia las afuera de la zona urbana, y el terraplén se transformó en la avenida Carlos Condell desde el año 2004.

### Extensión Limache-La Calera
El proyecto de extensión del servicio de tren Limache-Puerto hacia La Calera es una iniciativa propuesta por la EFE con el objetivo de expandir el servicio ferroviario en la Región de Valparaíso, Chile. El servicio Limache-Puerto fue inaugurado el 23 de noviembre de 2005, facilitando la conexión entre las comunas de Valparaíso, Viña del Mar, Quilpué, Villa Alemana y Limache, comuna terminal del servicio. 
Es en octubre de 2016 que se anuncian las intenciones de extender el servicio hasta La Calera. En mayo de 2019, se adjudicó el proceso de Ingeniería Básica del proyecto con una duración prevista de 24 meses y una inversión de 7 millones de dólares. En 2023, se presentó un plan que contempla una inversión de 680 millones de dólares para extender el servicio, con el fin de beneficiar a las poblaciones de Quillota, La Cruz y La Calera. Se estima que las obras de construcción inicien en 2025, y hacia 2028 la ampliación del servicio hasta La Calera esté operativa, incluyendo a la estación Quillota Centro.

## Infraestructura
La futura Estación Quillota Centro se proyecta para ser ubicada en un sector predominantemente residencial con comercios menores. En esta zona, la calle Vicuña Mackenna destaca como la principal arteria vial. Se ha propuesto para la estación un diseño con acceso subterráneo, que además funcionaría como un paso inferior conectando ambos lados de la vía férrea. Este espacio subterráneo serviría como el principal punto de ingreso y salida de pasajeros del sistema de transportes, y albergaría servicios y recintos técnicos. El diseño prevé una zona libre de pago lo suficientemente amplia como para acomodar cajeros automáticos, máquinas de autoservicio y máquinas expendedoras.
El diseño urbanístico de la estación se adapta al entorno del sector, con la consideración de expropiaciones para el desarrollo de vías y accesos. Se planea una vialidad con veredas para facilitar el flujo peatonal y vehicular. Esta nueva calle se incorporaría desde la calle Aspillaga, atravesando luego una plaza y continuando por la zona posterior de las viviendas del área. Están previstos dos accesos a la estación: uno por la calle de servicio proyectada en el paso desnivelado Ariztía y otro por la calle Aspillaga. La configuración vial de la estación contempla calles de entrada y salida bidireccionales y una pista independiente para el acceso al estacionamiento.

### Conflicto con infraestructura existente
El terreno que ha sido designado por la Empresa de los Ferrocarriles del Estado para ser expropiado para así desarrollar las obras mencionadas actualmente tiene un condominio con edificios de viviendas que fue construido durante el proceso de evaluación del EIA. Esto ha conllevado a que en agosto de 2022 se solicite a EFE «estudiar la reubicación de la estación Quillota Centro hacia la calle Aspillaga considerando las complicaciones antes mencionadas o en su defecto generar las prontas acciones de forma de evitar los impactos derivados por posibles expropiaciones futuras en el predio donde se emplaza y proyecta la Estación Quillota [Centro], pero donde igualmente hoy se lleva adelante la construcción del Condominio Peumayen Norte y Sur.»